# Paranoid Park
Paranoid Park ist ein Kinodrama des US-amerikanischen Regisseurs Gus Van Sant aus dem Jahr 2007. Der Film basiert auf dem gleichnamigen Roman von Blake Nelson, welcher mit dem Literaturpreis „Luchs“ ausgezeichnet wurde, und spielt in Portland, Oregon. Er behandelt die Schwierigkeiten des Erwachsenwerdens und ist fast zur Gänze mit Laiendarstellern besetzt.

## Handlung
Alex, ein 16 Jahre alter Skater, lebt zusammen mit seiner Mutter und seinem kleinen Bruder in Seaside und führt ein recht stilles Leben. Nachmittags geht er oft mit seinem Freund Jared Skateboard fahren. Alex bezeichnet sich selbst als eher mäßigen Skater und so ist er zuerst eher skeptisch, als Jared vorschlägt, doch mal im berüchtigten „Eastside Skate Park“, von den Jugendlichen „Paranoid Park“ genannt, zu fahren. Trotzdem willigt er ein und die beiden fahren in den Skatepark.
Im „Paranoid Park“ wird Alex von einem Fremden angesprochen, der ihn fragt, ob er mit ihm zum Bahnhof fahren wolle, um Bier zu holen. Alex willigt ein. Am Bahnhof springen die Skater auf einen fahrenden Zug, um als Trainsurfer mitzufahren. Als ein Sicherheitsbediensteter sie entdeckt, ihnen nachläuft und versucht, den Fremden durch Schläge mit seiner Maglite von dem Zug herunterzuholen, schlägt ihn Alex mit seinem Skateboard. Der Sicherheitsbedienstete fällt von dem fahrenden Zug und stürzt auf die parallel verlaufenden Gleise, auf denen er von einem herankommenden Zug erfasst, auf Hüfthöhe durchtrennt und getötet wird. Daraufhin flieht der Fremde und lässt Alex mit dem sterbenden Mann allein zurück. In Panik rennt der Junge vom Tatort weg, wirft sein Skateboard in einen Fluss und seine Klamotten in den Müll, da Blut des getöteten Mannes darauf zu sehen ist.
Bald darauf hört Alex in den Medien, dass man die Leiche entdeckt hat. Zudem kommt der Polizist Richard Liu an die Schule des Jungen, um sämtliche Skateboardfahrer zu interviewen, da das Opfer mit einem stumpfen Gegenstand „wie etwa einem Skateboard“ in der Nähe des Skateparks verletzt wurde. Alex wird sofort von Liu verdächtigt, jedoch hat der Polizist nicht ausreichend Beweise, um ihn festzunehmen.
Der ohnehin schon introvertierte Junge grenzt sich nach dem Unfall noch mehr von der Außenwelt ab und beginnt auf den Rat einer Bekannten hin sämtliche Ereignisse aus seiner Sicht aufzuschreiben, nur um den Text anschließend zu verbrennen. Am Ende bleibt unklar, ob Alex entdeckt wurde und ob er vorhat, vor der Polizei auszusagen.

## Hintergrund
Die Dreharbeiten erfolgten ausschließlich im Bundesstaat Oregon. Gedreht wurde in der Madison High School und im Burnside Skatepark in Portland. Die Dreharbeiten begannen im Oktober 2006. Der Film feierte seine Premiere am 21. Mai 2007 bei den Internationalen Filmfestspielen von Cannes. Weiterhin wurde der Film bei diversen Filmfestivals aufgeführt, darunter beim Auckland International Film Festival, Athen Film Festival, Toronto International Film Festival, Raindance Film Festival, New York Film Festival, Viennale, Internationale Hofer Filmtage, Muestra Internacional de Cine, Oslo International Film Festival, Golden Horse Film Festival, International Film Festival Rotterdam, London Lesbian and Gay Film Festival, Transilvania International Film Festival, Midnight Sun Film Festival sowie dem Cinepur Choice Film Festival. In den US-amerikanischen Kinos war der Film ab dem 7. März 2008 und in Deutschland ab dem 15. Mai 2008 zu sehen. Das Budget des Films betrug ungefähr 8 Millionen US-Dollar. Am Eröffnungswochenende wurden an den US-amerikanischen Kinokassen knapp 30.000 US-Dollar eingenommen, insgesamt beliefen sich die Einnahmen in den USA auf gut 486.000 US-Dollar. Weltweit wurden rund 4,4 Millionen US-Dollar eingespielt.
Die Kamera führte Christopher Doyle, mit dem Van Sant schon bei seinem Remake zu Alfred Hitchcocks Spielfilm „Psycho“ zusammenarbeitete. Neben der herkömmlichen Handlung enthält der Film auch einige Super-8-Sequenzen, gefilmt von Rain Kathy Li, die Personen beim Skaten in „Paranoid Park“ zeigen. Alle jugendlichen Darsteller wurden über das Internet-Portal MySpace besetzt und sind somit Laiendarsteller.
Der Regisseur Gus Van Sant ist mit einem Cameo-Auftritt in einer Szene Zeitung lesend im Coffee-Shop zu sehen. Der Film wurde von Cahiers du cinéma als einer der zehn besten Filme des Jahres 2007 ausgezeichnet.
Gus Van Sant behandelt hier wieder ein Thema, das er schon in seinen Vorgängern „Elephant“ und „Last Days“ darstellte, die Probleme des Erwachsenwerdens und die zunehmende Isolation von Zivilisation. Wie üblich bei Van Sant ist der Film im Gegensatz zu seiner Romanvorlage nicht linear erzählt. Einige Einstellungen wiederholen sich mehrmals in Rückblenden. Zeitlupensequenzen und lange Einstellungen sind ebenso enthalten, wie der für Van Sant übliche Voice-Over-Effekt.

## Soundtrack
Am 9. November 2007 erschien der Soundtrack bei Cargo Records, der 16 Musiktitel enthält.
| Nr. | Titel                                                               | Interpret                            |
| --- | ------------------------------------------------------------------- | ------------------------------------ |
| 1.  | La gradisca e il principe                                           | Nino Rota                            |
| 2.  | Angeles                                                             | Elliott Smith                        |
| 3.  | The white lady loves you more                                       | Elliott Smith                        |
| 4.  | Il giardina delle fate                                              | Nino Rota                            |
| 5.  | I Can Help                                                          | Billy Swan                           |
| 6.  | Tunnelmouth blues                                                   | Henry Davies                         |
| 7.  | Outlaw                                                              | Cast King & Matt Downer              |
| 8.  | Strongest man in the world                                          | Menomena                             |
| 9.  | I heard that                                                        | Cool Nutz                            |
| 10. | La porticia segreta                                                 | Nino Rota                            |
| 11. | We will revolt                                                      | Jonathan Velasquez & Eddie Velasquez |
| 12. | L’arcobaleno per Giulietta                                          | Nino Rota                            |
| 13. | Beethoven: Symphony N° 9 in D Minor, Op. 125, „Choral“, 4. „Presto“ |                                      |
| 14. | Song one                                                            | Ethan Rose                           |
| 15. | La chambre blanche                                                  | Robert Normandeau                    |
| 16. | Walk through „Resonant Landscape“ N° 2                              | Frances White                        |

Zu den Musiktiteln, die im Film zu hören, jedoch nicht auf dem offiziellen Soundtrack enthalten sind, zählen „Song 2“ und „Song 3“ von Ethan Rose, „Dedans dehors“ von Bernard Parmegiani und „Rugiada Sui Ranocchi“ von Nino Rota.

## Kritik
„Paranoid Park“ ist nach Urteil des Lexikon des internationalen Films „eine irritierende Studie der Langeweile, Desorientierung und der erschreckenden Abwesenheit von Empathie und Moralität. Ebenso beiläufig wie souverän inszeniert, dazu kongenial fotografiert, erschwert die diskontinuierliche Erzählstruktur des Jugenddramas die assoziativen Zugänge zum Verstehen des Protagonisten.“
Ulf Lepelmeier von Filmstarts sah einen „Film, der in eindrucksvollen Bildern im Alltagsleben eines amerikanischen Jugendlichen schwelgt und bei aller künstlerischer Verklärtheit dabei bisweilen das Erzählen der eigentlichen Geschichte aus den Augen verliert.“

## Auszeichnungen
„Paranoid Park“ wurde im Rahmen der Internationalen Filmfestspiele in Cannes 2007 gezeigt, wo Gus Van Sant für die Goldene Palme nominiert und den „Spezialpreis zum 60. Geburtstag“ des Festivals erhielt. Im folgenden Jahr wurde der Film in der Kategorie „bester amerikanischer Film“ beim Bodil-Festival nominiert. Bei den Independent Spirit Awards 2008 wurden Gus Van Sant als bester Regisseur und Neil Kopp sowie David Allen Cress in der Kategorie „Bester Film“ nominiert, während Neil Kopp den „Producers Award“ gewann. Bei den BSFC Awards 2008 gewann Gus Van Sant als bester Regisseur, während Christopher Doyle und Kathy Li für ihre Kameraarbeit ausgezeichnet wurden.